# Androsace pyrenaica
Androsace pyrenaica là một loài thực vật có hoa trong họ Anh thảo. Loài này được Lam. mô tả khoa học đầu tiên năm 1792.

## Hình ảnh

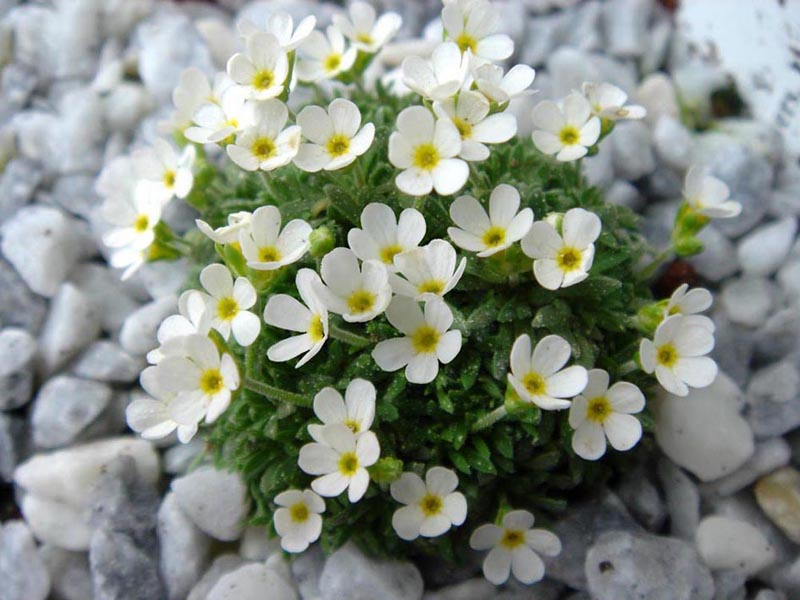